# T-pop
T-pop (taj. ไทยป็อป) – gatunek muzyki tajskiej powstały jako tamtejszy odpowiednik zachodniego popu. Pojawił się na przełomie lat 70. i 80. w tym czasie był znany jako muzyka smyczkowa (taj. เพลงสตริง). Zyskał popularność w latach 90. i od tego czasu zdominował tajski rynek muzyczny.

## Definicja
Pojęcie T-popu jest niezwykle szerokie i obejmuje tajski rock, muzykę taneczną, hip-hop czy rap. T-pop ogólnie inspirowany jest zachodnią muzyką popularną, chociaż zwykle wyklucza folk i phleng phuea chiwit z wpływami rocka.

## T-Wind
T-Wind (taj. ที-วินด์; pol. dosł. tajski wiatr) to termin opisujący fenomen tajskiej popkultury na arenie międzynarodowej. Termin ten ma na celu porównanie tego zjawiska do koreańskiej fali. W okresie od 2000 roku Tajlandia eksportowała szereg różnych produktów kultury do innych krajów, zwłaszcza w obszarze Azji Południowo-Wschodniej. Są to: lakorny (seriale telewizyjne), filmy czy muzyka.